# Nick Jonas

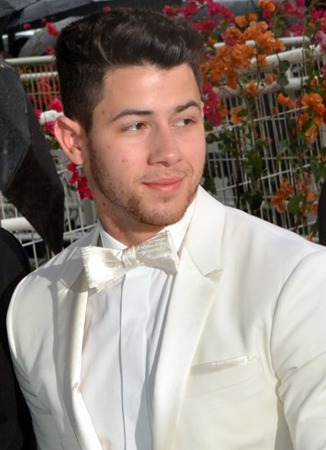
Nick Jonas (2019)

Nicholas „Nick“ Jerry Jonas (* 16. September 1992 in Dallas, Texas) ist ein US-amerikanischer Schauspieler, Sänger und Songwriter. Zudem ist er das jüngste Mitglied der im Oktober 2013 aufgelösten und im Februar 2019 wiedervereinten Pop/Rock-Band Jonas Brothers, die er mit seinen zwei Brüdern Joe Jonas und Kevin Jonas 2005 gegründet hatte. Außerdem ist er Sänger der Gruppe Nick Jonas & the Administration. Von 2014 bis 2017 spielte er in der US-Serie Kingdom einen Mixed-Martial-Arts-Kämpfer.

## Leben

### Kindheit und Jugend
Nick Jonas wurde in Dallas, Texas, geboren, wuchs jedoch in Wyckoff in New Jersey auf. Seine Eltern sind Paul Kevin Jonas, Sr. und Denise Jonas (geb. Miller). Sein Urgroßvater mütterlicherseits war Italiener, außerdem hat er deutsche, irische, englische, französisch-kanadische und marokkanische Vorfahren und stammt von den Cherokee ab. Sein Vater ist Musiker, Songwriter und ehemaliger Pfarrer einer Assemblies-of-God-Kirche. Seine Mutter war Gebärdensprache-Lehrerin und Sängerin. Jonas und seine Familie gelten als sehr religiös, weshalb er auch zeitweise einen Purity Ring trug. Dieser steht für sexuelle Enthaltsamkeit bis zur Ehe. Er hat zudem drei Brüder: Kevin (* 5. November 1987), Joe (* 15. August 1989) und Frankie (* 28. September 2000). Joe und Kevin waren ebenfalls Mitglieder der Band Jonas Brothers. Bereits zu Beginn seiner Karriere wurde bei Nick Jonas Diabetes Typ 1 festgestellt. Nick Jonas machte seine Krankheit öffentlich und engagiert sich auch für andere Diabetes-kranke Jugendliche. Unter anderem hat er auch eine Stiftung zur Unterstützung der Amerikanischen Diabetes-Gesellschaft gegründet. Nick wurde, genau wie seine Brüder, von seiner Mutter Denise zu Hause unterrichtet.

### Privatleben
Schauspielerin und Sängerin Miley Cyrus gab in einem Interview 2008 zu, dass sie und Nick Jonas von Juni 2006 bis Dezember 2007 ein Paar waren. Außerdem dateten sie sich nochmal im Sommer 2009. Anschließend waren er und Selena Gomez von Sommer 2008 bis März 2010 (bei zwischenzeitlicher Trennung) in einer Beziehung.
Seit Mai 2011 war er mit Sängerin Delta Goodrem liiert. Im Februar 2012 wurde jedoch die Trennung der beiden bekanntgegeben. Seit Sommer 2013 war er mit der ehemaligen Miss Universe Olivia Culpo zusammen. Im Mai 2015 gab Olivia die Trennung bekannt.
Im Dezember 2018 heiratete Jonas die Schauspielerin Priyanka Chopra, nachdem sie im Juli desselben Jahres ihre Verlobung bekannt gaben. Im Januar 2022 gab das Paar ihr erstes gemeinsames Kind bekannt, das durch eine Leihmutter zur Welt kam.

## Karriere
Als Jonas sechs Jahre alt war, wurde man in einem Friseursalon auf seine Stimme aufmerksam. Seine Mutter wurde dort einem Business-Manager vorgestellt. Kurz darauf begann er, am Broadway in Musicals aufzutreten. Er spielte verschiedene Kinderrollen in Musicals wie zum Beispiel Die Schöne und das Biest, Les Misérables, Annie Get Your Gun und A Christmas Carol.

### 2002–2004: Entdeckung und Musikalische Anfänge
2002, während er im Musical Die Schöne und das Biest mitspielte, schrieb Nick Jonas zusammen mit seinem Vater einen Song namens Joy to the World (A Christmas Prayer). Dieses Lied erschien, mit Background-Gesang des Musical-Casts, auf dem Album Broadway’s Greatest Gifts: Carols for a Cure, Vol. 4, welches die Aktion Equity Fights AIDS unterstützt. Im November 2003 erhielt INO Records eine Demo-Aufnahme des Songs. Das Label veröffentlichte das Lied dann für Radiostationen, wo der Song, besonders bei religiösen Sendern, äußerst erfolgreich wurde. Im September 2004 wurde man bei Columbia Records auf ihn aufmerksam. Kurz darauf unterschrieb Nick Jonas einen Vertrag mit Columbia Records und INO Records und veröffentlichte den Song Dear God. Im November desselben Jahres wurde eine zweite Single veröffentlicht, eine neu aufgenommene Version des Liedes Joy to the World (A Christmas Prayer), mit dem die Karriere Jonas’ startete. Im Dezember 2004 und Januar 2005 erschien dann sein Debütalbum Nicholas Jonas, welches nach mehrmaligem Verschieben nur eingeschränkt veröffentlicht wurde. Ein genaues Veröffentlichungsdatum ist aufgrund der eingeschränkten Veröffentlichung nicht ausfindig zu machen. Viele der Lieder seines Debütalbums schrieb Nick Jonas zusammen mit seinen Brüdern Joe und Kevin.

### 2005–2009: Internationaler Durchbruch mit den Jonas Brothers

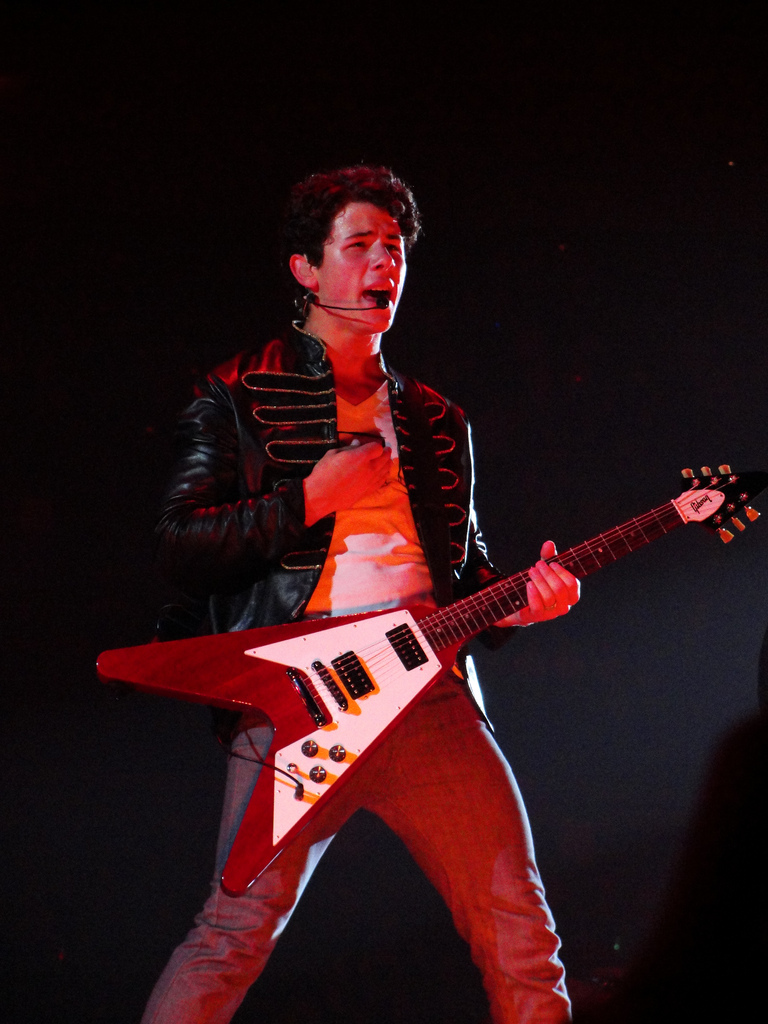
Nick Jonas (2009)

Im Frühjahr 2005 hörte der Präsident von Columbia Records, Steve Greenberg, das Debütalbum Nicholas Jonas. Das Album mochte er nicht, doch Nicks Stimme gefiel ihm. Nachdem er sich anschließend mit dem Management von Jonas traf und den Song Please Be Mine, geschrieben und eingespielt von Nick und seinen zwei Brüdern Joe und Kevin, gehört hatte, beschloss das Label, die drei Brüder als Band bei Daylight Records/Columbia Records unter Vertrag zu nehmen. Dadurch entstand die Band Jonas Brothers. Am 8. August 2006 erschien dann das Debütalbum der Band, It’s About Time, welches jedoch nur Platz 91 der amerikanischen Charts erreichte. Das Album erhielt ebenfalls nur eine limitierte Veröffentlichung. Anfang 2007 wechselte die Band dann das Plattenlabel, da Sony, welches die Rechte an Columbia Records besitzt, nicht an einer weiteren Zusammenarbeit interessiert war. Am 8. Februar 2007 gab man dann in einem Statement bekannt, dass die Band von nun an bei Hollywood Records unter Vertrag steht. Das zweite Album trug den Namen Jonas Brothers und erreichte Platz 5 in Amerika und Platz 19 in Deutschland.
2007 war Jonas zusammen mit seinen Brüdern Kevin und Joe in der zweiten Staffel der Disney-Channel-Serie Hannah Montana zu sehen. Die Folge brach mehrere Rekorde und wurde mit 10,7 Mio. Zuschauern die meistgesehene Fernsehfolge des Kabelfernsehens. 2008 spielte die Band in dem Disney Channel Original Movie Camp Rock mit, bei dem sie neben Demi Lovato die Hauptrollen übernahmen und auch auf dem äußerst erfolgreichen Soundtrack zu hören waren. Der Fernsehfilm machte Nick Jonas international bekannt und erreichte eine Quote von 8,9 Mio. Zuschauern, wodurch der Film zum zweiterfolgreichsten Film hinter High School Musical 2 wurde. Im selben Jahr wurde auch das dritte Album der Band veröffentlicht, A Little Bit Longer. Es erreichte Platz 1 der amerikanischen Charts und Platz 23 in Deutschland. Anschließend ging Nick Jonas mit der Band auf Tour. Die Jonas Brothers World Tour 2009 umfasste insgesamt 86 Konzerte und führte die Band nach Südamerika, Europa und Nordamerika. Sie diente der Promotion des vierten Studioalbums: das bisher letzte Album der Band erschien 2009 unter dem Namen Lines, Vines and Trying Times. Es platzierte sich ebenfalls auf Platz 1 in Amerika, in Deutschland erreichte es jedoch nur Platz 56. Im selben Jahr bekamen die Jonas Brothers dann ihrer eigenen Fernsehserie auf dem Disney Channel. Die Serie Jonas L.A. wurde zwei Jahre lang produziert und umfasste zwei Staffeln mit insgesamt 34 Episoden.
Am 20. Juni 2008 lief Camp Rock dann auf dem amerikanischen Disney Channel und Der Fernsehfilm machte Nick Jonas international bekannt. 2009 kam dann ein 3D-Konzertfilm über die Burnin’ Up Tour der Jonas Brothers ins Kino. Bereits 2008 war er in einer ähnlichen Dokumentation über die Best-of-Both-Worlds-Tour im Kino zu sehen gewesen. Bei der Tournee mit Miley Cyrus fungierten die Jonas Brothers als Vorband. 2010 übernahm Nick Jonas die Rolle des Marius Pontmercy beim Musical  Les Miserables, bei dem er schon 2003 in anderer Rolle mitgewirkt hatte. Sein Wirken dauerte vom 21. Juni 2010 bis 24. Juli 2010, auch beim Konzert anlässlich des 25-jährigen Jubiläums des Musicals beteiligte er sich.

### 2010–2013: Pause und Trennung der Jonas Brothers und Solokarriere
Im Februar 2010 erschien das Debütalbum der im Herbst 2008 gegründeten Band Nick Jonas & the Administration. Es erreichte Platz 3 der Charts. Im Januar war die Band zuvor auf eine Promotiontour gegangen, mit der man das Album in den gesamten Vereinigten Staaten bewarb. Am 7. August startete dann die 47 Shows umfassende Jonas Brothers Live in Concert World Tour 2010, mit der Nick Jonas zum einen zusammen mit seinen Brüdern die Fortsetzung von Camp Rock, Camp Rock 2: The Final Jam, promotete, zum anderen aber auch Songs aus dem Debütalbum von Nick Jonas & the Administration spielte. 2011 ging er erneut auf Tour. Die Nick Jonas 2011 Tour fand im September und Oktober in Südamerika statt und fokussierte sich mehr auf Nick Jonas als Solokünstler.
2010 übernahm Jonas die Rolle des Marius Pontmercy beim Musical Les Misérables, bei dem er schon 2003 in einer anderen Rolle mitgewirkt hatte. Sein Wirken dauerte vom 21. Juni 2010 bis 24. Juli 2010, auch beim Konzert anlässlich des 25-jährigen Jubiläums des Musicals beteiligte er sich.
Die Jonas Brothers legten 2010 eine Pause von ihrer Band ein, um sich mehr auf ihre Solo-Karrieren fokussieren zu können. In dieser Zeit wendete Nick sich wieder dem Theater zu, außerdem hatte er einige Gastrollen in verschiedenen Fernsehserien. Nach drei Jahren Pause von der Band entschieden sich die Brüder 2012 wieder, gemeinsam Musik zu machen. Am 11. Oktober 2012 hatten die Jonas Brothers in der radio city hall ihr erstes Konzert nach der Pause und starteten damit ihre Tour, die bis März 2013 ging. Im Sommer 2013 lief die zweite Tour an. Die Band plante noch eine weitere Tour von Oktober bis November 2013, doch alle Konzerte wurden unerwartet zwei Tage vor Beginn abgesagt. Am 31. Oktober 2013 erklärten die Jonas Brothers im Interview mit Good Morning America offiziell, dass sie von nun an musikalisch getrennte Wege gehen wollen und dass sie ihr für 2013 angekündigtes Album V nicht veröffentlichen werden.
Vom 5. bis 7. August 2011 spielte Nick Jonas im Musical Hairspray die Rolle des Link Larkin. Am 7. September 2011 verkündete er, dass er vom 24. Januar bis zum 1. Juli 2012 als J. Pierrepont im Musical How to Succeed in Business Without Really Trying zu sehen sein wird. Die Rolle übernahm er von Daniel Radcliffe.
Zwischen 2012 und 2013 konzentrierte sich Jonas vermehrt seiner Schauspielkarriere. 2012 war er in zwei Folgen der ersten Staffel von Smash zu sehen. Im darauffolgenden Jahr hatte er einen Gastauftritt als Ian Wright in der CBS-Krimiserie Hawaii Five-0 innen, die er bis 2015 noch zwei weitere Male wiederaufnahm.

### Seit 2014: zweites Soloalbum und neue Fernsehprojekte

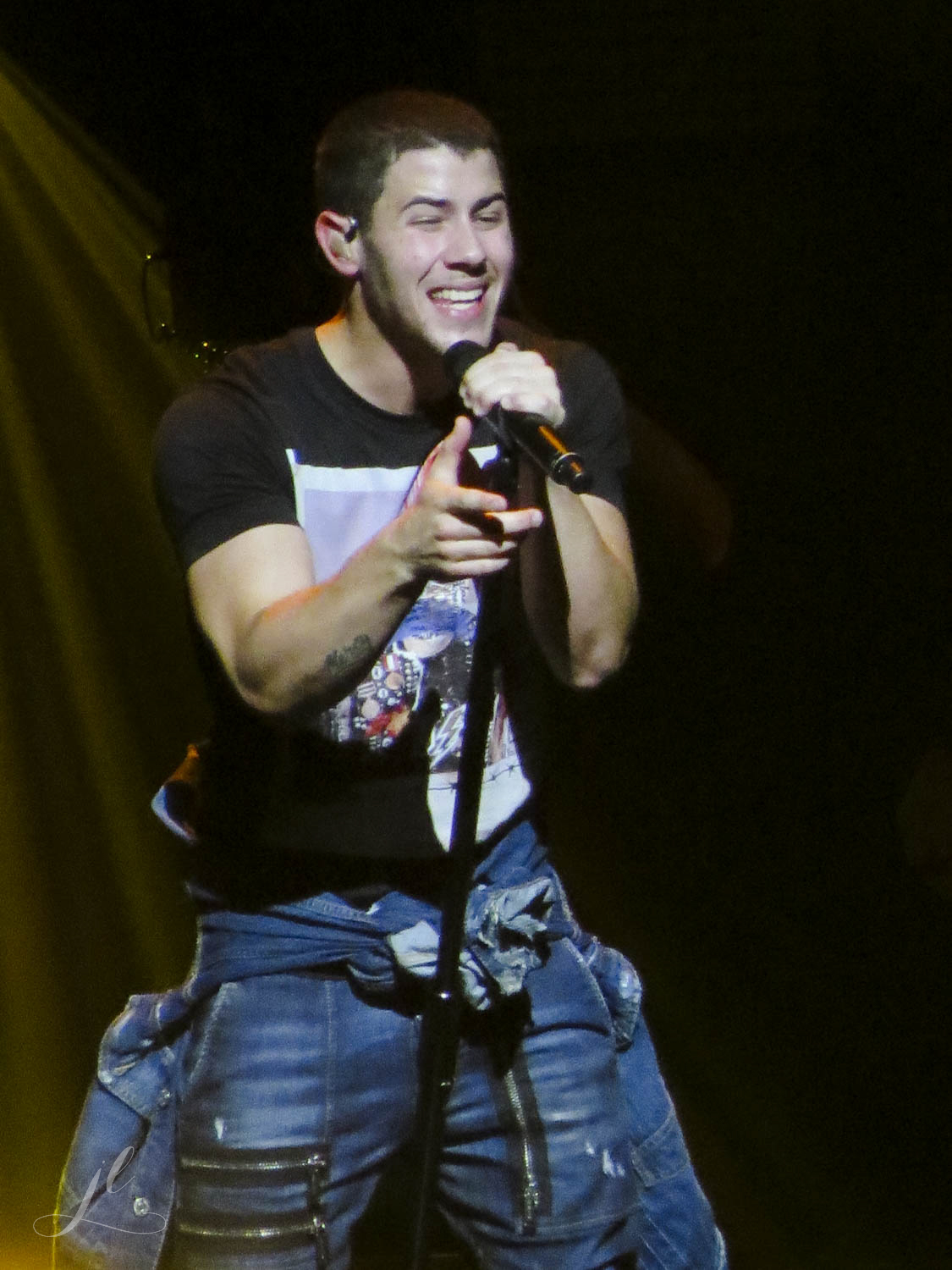
Nick Jonas (2016)

2014 unterschrieb er einen Plattenvertrag bei Island Records. Die erste Single aus seinem zweiten Studioalbum Chains veröffentlichte er am 30. Juni 2014. Kurze Zeit später wurde die Veröffentlichung des Studioalbums Nick Jonas für den November 2014 angekündigt. Seine Single sowie das Album konnten sich in den Top 20 der Billboard-Hot-100-Charts platzieren. Seine zweite Single Jealous konnte den Erfolg noch ausbauen und schaffte es bis auf Platz sieben der Charts.
Bereits im Februar 2014 konnte sich Jonas eine Hauptrolle in der DirectTV-Fernsehserie Kingdom sichern. Dort ist er seit Oktober 2014 in der Rolle des Nate Kulina zu sehen. Die Fernsehserie wurde bereits für zwei weitere Staffel verlängert. Im März 2015 erschien der Spielfilm Careful What You Wish For mit ihm in der Hauptrolle des Doug Martin. Dieser Film ist Jonas erste eigene Hauptrolle. Außerdem spielte er 2015 in der FOX-Fernsehserie Scream Queens die Nebenrolle des Brad Towery. Im Mai 2015 beendete er die Dreharbeiten für den Film „Goat“.
Im März 2015 war er Moderator der Nickelodeon Kids’ Choice Awards. Im Januar 2018 stellte er zusammen mit John Varvatos eine Modekollektion JV x NJ vor.
Im Februar 2019 wiedervereinigten sich die Jonas Brothers und veröffentlichten daraufhin ihre Single Sucker.

## Filmografie (Auswahl)
Spielfilme
- 2008: Hannah Montana & Miley Cyrus: Best of Both Worlds Concert
- 2008: Camp Rock (Fernsehfilm)
- 2009: Nachts im Museum 2 (Night at the Museum: Battle of the Smithsonian, Stimme eines Cherub)
- 2010: Camp Rock 2: The Final Jam (Fernsehfilm)
- 2015: Careful What You Wish For
- 2016: Goat
- 2017: Jumanji: Willkommen im Dschungel (Jumanji: Welcome to the Jungle)
- 2019: Midway – Für die Freiheit (Midway)
- 2019: Jumanji: The Next Level
- 2021: Chaos Walking
- 2023: Love Again
- 2023: The Good Half
- 2025: Ihr seid herzlich eingeladen (You’re Cordially Invited)

Fernsehserien
- 2007: Hannah Montana (Folge 2x16)
- 2008–2010: Jonas Brothers: Living the Dream (27 Folgen)
- 2008–2010: Das Hausbau-Kommando – Trautes Heim, Glück allein (2 Folgen)
- 2009–2010: Jonas L.A. (Jonas, 34 Folgen)
- 2011: Mr. Sunshine (Folge 1x02)
- 2011: Last Man Standing (Folge 1x10)
- 2012: Smash (2 Folgen)
- 2012: Submissions Only (Folge 2x08)
- 2013–2015: Hawaii Five-0 (3 Folgen)
- 2014–2017: Kingdom
- 2015: Scream Queens (5 Folgen)
- 2020: Dash & Lily (Folge 1x08)

Musicals und Musikvideos
- 2000: A Christmas Carol
- 2001: Annie Get Your Gun
- 2002: Die Schöne und das Biest (Beauty and the Beast)
- 2003: Les Misérables
- 2003: The Sound of Music
- 2010: Les Misérables (21. Juni 2010 bis 24. Juli 2010); (25th Anniversary Concert; 3. Oktober 2010)
- 2011: Hairspray (5. August 2011 bis 7. August 2011)
- 2011: My Time (Musikvideo; Gabrielle Giguere)
- 2012: How to Succeed in Business Without Really Trying (24. Januar 2012 bis 1. Juli 2012)

## Diskografie

### Studioalben
| Jahr | Titel                     | Höchstplatzierung, Gesamtwochen, AuszeichnungChartplatzierungen (Jahr, Titel, Platzierungen, Wochen, Auszeichnungen, Anmerkungen) | Höchstplatzierung, Gesamtwochen, AuszeichnungChartplatzierungen (Jahr, Titel, Platzierungen, Wochen, Auszeichnungen, Anmerkungen) | Höchstplatzierung, Gesamtwochen, AuszeichnungChartplatzierungen (Jahr, Titel, Platzierungen, Wochen, Auszeichnungen, Anmerkungen) | Höchstplatzierung, Gesamtwochen, AuszeichnungChartplatzierungen (Jahr, Titel, Platzierungen, Wochen, Auszeichnungen, Anmerkungen) | Anmerkungen                             |
| Jahr | Titel                     | DE | CH | UK | US | Anmerkungen                             |
| ---- | ------------------------- | --- | --- | --- | --- | --------------------------------------- |
| 2005 | Nicholas Jonas            | — | — | — | — | Erstveröffentlichung: 5. September 2005 |
| 2014 | Nick Jonas                | — | — | UK16 (1 Wo.)UK | US6 Platin · (46 Wo.)US | Erstveröffentlichung: 10. November 2014 |
| 2016 | Last Year Was Complicated | DE88 (1 Wo.)DE | CH48 (1 Wo.)CH | UK25 (2 Wo.)UK | US2 Gold · (17 Wo.)US | Erstveröffentlichung: 10. Juni 2016     |
| 2021 | Spaceman                  | — | — | UK69 (1 Wo.)UK | US12 (3 Wo.)US | Erstveröffentlichung: 12. März 2021     |

### Singles
| Jahr | Titel Album                               | Höchstplatzierung, Gesamtwochen, AuszeichnungChartplatzierungen (Jahr, Titel, Album, Platzierungen, Wochen, Auszeichnungen, Anmerkungen) | Höchstplatzierung, Gesamtwochen, AuszeichnungChartplatzierungen (Jahr, Titel, Album, Platzierungen, Wochen, Auszeichnungen, Anmerkungen) | Höchstplatzierung, Gesamtwochen, AuszeichnungChartplatzierungen (Jahr, Titel, Album, Platzierungen, Wochen, Auszeichnungen, Anmerkungen) | Höchstplatzierung, Gesamtwochen, AuszeichnungChartplatzierungen (Jahr, Titel, Album, Platzierungen, Wochen, Auszeichnungen, Anmerkungen) | Höchstplatzierung, Gesamtwochen, AuszeichnungChartplatzierungen (Jahr, Titel, Album, Platzierungen, Wochen, Auszeichnungen, Anmerkungen) | Anmerkungen                                                       |
| Jahr | Titel Album                               | DE | AT | CH | UK | US | Anmerkungen                                                       |
| --- | ----------------------------------------- | --- | --- | --- | --- | --- | ----------------------------------------------------------------- |
| 2014 | Chains Nick Jonas                         | — | — | — | UK79 (2 Wo.)UK | US13 ×2Doppelplatin · (20 Wo.)US | Erstveröffentlichung: 30. Juli 2014                               |
| 2014 | Jealous Nick Jonas                        | — | — | — | UK2 Platin · (23 Wo.)UK | US7 ×3Dreifachplatin · (32 Wo.)US | Erstveröffentlichung: 8. September 2014                           |
| 2015 | Levels –                                  | — | — | — | UK46 (6 Wo.)UK | US44 Gold · (12 Wo.)US | Erstveröffentlichung: 21. August 2015                             |
| 2016 | Close Last Year Was Complicated           | DE61 (10 Wo.)DE | AT54 (7 Wo.)AT | CH39 (14 Wo.)CH | UK25 Gold · (19 Wo.)UK | US14 Platin · (20 Wo.)US | Erstveröffentlichung: 25. März 2016 feat. Tove Lo                 |
| 2017 | Remember I Told You –                     | — | — | — | UK97 (1 Wo.)UK | — | Erstveröffentlichung: 26. Mai 2017 feat. Anne-Marie & Mike Posner |
| 2018 | Right Now –                               | DE78 (1 Wo.)DE | — | CH72 (1 Wo.)CH | — | — | Erstveröffentlichung: 24. August 2018 vs. Robin Schulz            |
| Folgende Lieder erschienen nicht als Single, wurden aber durch das Album zum Download und Streaming bereitgestellt und konnten somit eine Platzierung erlangen: |                                           | | | | | |                                                                   |
| |                                           | | | | | |                                                                   |
| 2010 | Introducing Me Who I Am                   | DE73 (1 Wo.)DE | AT68 (1 Wo.)AT | — | UK51 Silber · (2 Wo.)UK | US92 Gold · (1 Wo.)US | Erstveröffentlichung: 25. September 2010                          |
| 2017 | Bom Bidi Bom Fifty Shades Darker (O.S.T.) | DE88 (2 Wo.)DE | AT59 (1 Wo.)AT | — | UK87 (1 Wo.)UK | US54 (1 Wo.)US | Erstveröffentlichung: 10. Februar 2017 mit Nicki Minaj            |

Weitere Singles
- 2004: Dear God
- 2004: Joy to the World (A Christmas Prayer)
- 2012: Haven’t Met You Yet
- 2012: I Never Met a Wolf Who Didn’t Love to Howl (mit Smash Cast)
- 2014: Numb (mit Angel Haze)
- 2015: Good Thing (Sage the Gemini feat. Nick Jonas)
- 2016: Champagne Problems
- 2016: Bacon (feat. Ty Dolla $ign)
- 2017: Find You
- 2018: Anywhere (mit Mustard)

## Auszeichnungen für Musikverkäufe
| Goldene Schallplatte - Belgien - 2016: für die Single Close - Brasilien - 2024: für die Single Chains - 2024: für die Single Find You - Dänemark - 2016: für die Single Jealous - Italien - 2016: für die Single Close - Kanada - 2014: für die Single Jealous - 2015: für die Single Levels - Neuseeland - 2019: für das Album Last Year Was Complicated - 2021: für das Album Nick Jonas - Portugal - 2022: für die Single Close - Schweden - 2015: für die Single Jealous | Platin-Schallplatte - Australien - 2015: für die Single Jealous - Brasilien - 2024: für die Single Jealous - Dänemark - 2025: für die Single Close - Kanada - 2015: für die Single Chains - Neuseeland - 2016: für die Single Levels - Schweden - 2016: für die Single Close 2× Platin-Schallplatte - Brasilien - 2024: für die Single Right Now - 2024: für die Single Close - Neuseeland - 2023: für die Single Close 3× Platin-Schallplatte - Neuseeland - 2024: für die Single Jealous |

Anmerkung: Auszeichnungen in Ländern aus den Charttabellen bzw. Chartboxen sind in ebendiesen zu finden.
| Land/RegionAuszeichnungen für Musikverkäufe (Land/Region, Auszeichnungen, Verkäufe, Quellen) | Silber  | Gold       | Platin       | Verkäufe  | Quellen              |
| -------------------------------------------------------------------------------------------- | ------- | ---------- | ------------ | --------- | -------------------- |
| Australien (ARIA)                                                                            | —       | —          | Platin1      | 70.000    | aria.com.au          |
| Belgien (BRMA)                                                                               | —       | Gold1      | —            | 15.000    | ultratop.be          |
| Brasilien (PMB)                                                                              | —       | 2× Gold2   | 5× Platin5   | 310.000   | pro-musicabr.org.br  |
| Dänemark (IFPI)                                                                              | —       | Gold1      | Platin1      | 120.000   | ifpi.dk              |
| Italien (FIMI)                                                                               | —       | Gold1      | —            | 25.000    | fimi.it              |
| Kanada (MC)                                                                                  | —       | 2× Gold2   | Platin1      | 160.000   | musiccanada.com      |
| Neuseeland (RMNZ)                                                                            | —       | 2× Gold2   | 6× Platin6   | 165.000   | radioscope.co.nz NZ2 |
| Portugal (AFP)                                                                               | —       | Gold1      | —            | 5.000     | Einzelnachweise      |
| Schweden (IFPI)                                                                              | —       | Gold1      | Platin1      | 60.000    | sverigetopplistan.se |
| Vereinigte Staaten (RIAA)                                                                    | —       | 2× Gold2   | 6× Platin6   | 7.000.000 | riaa.com             |
| Vereinigtes Königreich (BPI)                                                                 | Silber1 | Gold1      | Platin1      | 1.200.000 | bpi.co.uk            |
| Insgesamt                                                                                    | Silber1 | 14× Gold14 | 22× Platin22 |           |                      |

## Auszeichnungen
- 2015: Auszeichnung als Favorite Male Singer Nickelodeon Kids’ Choice Awards